# Митрофанов Дмитро Юрійович
Дмитро Юрійович Митрофанов (8 листопада 1989, Чернігів, СРСР) — український боксер, майстер спорту міжнародного класу з боксу, бронзовий призер чемпіонату Європи (2011), триразовий чемпіон України (2008, 2012, 2015). Входив до складу боксерського клубу «Українські отамани», що брав участь у змаганнях під егідою WSB.

## Життєпис
Дмитро Митрофанов народився у Чернігові. Втратив матір, коли йому було два місяці, а батько з часом знайшов нову родину та перестав піклуватися про хлопця. Дмитро зростав під опікою бабусі та дідуся. Незабаром померла бабуся, а Дмитро потрапив до школи-інтернату. Після закінчення хлопцем першого класу не стало дідуся і Дмитро лишився повним сиротою.

## Любительська кар'єра
У 2001 році до навчального закладу Дмитра завітав тренер Руслан Саїд, який шукав здібних хлопців, що бажали займатися боксом. На його пропозицію відгукнувся Митрофанов, який з того часу став підопічним Саїда. У 2008 році до Дмитра прийшов перший серйозний успіх у дорослому любительському боксі — він став чемпіоном країни у своїй ваговій категорії.
2008 року Митрофанов у складі збірної України взяв участь в чемпіонаті Європи з боксу і програв у першому бою Джеку Кулкаю (Німеччина).
На чемпіонаті Європи 2011, що проходив у турецькій Анкарі, здобув три перемоги та, програвши у півфіналі Максиму Коптякову (Росія), посів почесне 3тє місце. Після вдалого виступу на міжнародній арені Дмитро отримав пропозицію від мексиканського боксерського клубу «Мексико Сіті Геррерос», що виступав у напівпрофесійній лізі WSB. Провівши один сезон у складі мексиканського колективу, Митрофанов приєднався до новоствореної команди «Українські отамани», що також подала заявку для участі у цих змаганнях. Крім того, у 2012 році він вдруге став чемпіоном України серед любителів.

### Універсіада 2013
На літній Універсіаді, яка проходила з 6-о по 17-е липня у Казані, Дмитро предсталяв Україну в боксі у ваговій категорії до 75 кг та завоював золоту медаль.
В одній шістнадцятій українець здолав Сабело Дладла з Південної Африки 3:0. У чвертьфіналі поборов росіянина Артема Чеботарьова з рахунком 2:1. У півфіналі спортсмен зустрівся з монголом Шинебаяром Нармандахом, якого переміг — 3:0. У вирішальному поєдинку представник України здолав узбекистанського боксера Азізбека Абдугофурова — 3:0 (29:28, 29:28, 29:28)..
На чемпіонаті світу 2013 програв у другому бою Ентоні Фавлеру (Англія).
На Олімпійських іграх 2016 програв у першому бою Крістіану Мбіллі-Ассомо (Франція).

## Професійна кар'єра
27 жовтня 2017 року в The Belvedere, Іллінойс, США, відбувся дебютний бій Дмитра на професійному ринзі проти до того непереможного американця Брендона Маддокса (7-0-0,5 KOs). Поєдинок закінчився в четвертому раунді технічним нокаутом у виконанні українця.
18 грудня 2020 року в бою проти британця Асінья Байфілда завоював вакантний титул WBO Oriental у першій середній вазі.

### Таблиця боїв
| 13 Перемог (6 нокаутом, 7 за рішенням суддів), 1 Поразка (1 нокаутом, 0 за рішенням суддів), 1 Нічия |        |                            |        |             |                   |                                        |                                                             |
| Результат                                                                                            | Рекорд | Суперник                   | Спосіб | Раунд, час  | Дата              | Місце проведення                       | Примітки                                                    |
| Поразка                                                                                              | 13–1-1 | Хамза Шираз                | TKO    | 6 (12)      | 26 серпня 2023    | Міський стадіон, Вроцлав               | Бій за титул WBC Silver у середній вазі                     |
| Перемога                                                                                             | 13–0-1 | Хуан Карлос Родрігез       | UD     | 6           | 15 квітня 2023    | PGE Turow Arena, Зґожелець             |                                                             |
| Перемога                                                                                             | 12–0-1 | Берікбай Нурімбетов        | RTD    | 2 (10)      | 18 грудня 2021    | Льодовий палац ТРЦ «Термінал», Бровари |                                                             |
| Перемога                                                                                             | 11–0-1 | Рілліван Айоделе Бабатунде | UD     | 10          | 17 липня 2021     | Equides Club, Лісники                  | Захистив титул чемпіона WBO Oriental у першій середній вазі |
| Перемога                                                                                             | 10–0-1 | Асінья Байфілд             | UD     | 10          | 18 грудня 2020    | АККО International, Київ               | Бій за вакантний титул WBO Oriental у першій середній вазі  |
| Перемога                                                                                             | 9–0-1  | Анатолій Хунанян           | UD     | 6           | 1 серпня 2020     | Equides Club, Лісники                  |                                                             |
| Перемога                                                                                             | 8–0-1  | Улугбек Собіров            | UD     | 8           | 22 лютого 2020    | Льодовий палац ТРЦ «Термінал», Бровари |                                                             |
| Перемога                                                                                             | 7–0-1  | Новак Радулович            | KO     | 4 (8), 0:21 | 5 жовтня 2019     | Льодовий палац ТРЦ «Термінал», Бровари |                                                             |
| Перемога                                                                                             | 6–0-1  | Рафал Яцкевич              | RTD    | 4 (8), 3:00 | 10 серпня 2019    | Caribbean Club, Київ                   |                                                             |
| Перемога                                                                                             | 5–0-1  | Хорхе Вальєхо              | KO     | 2(8), 1:25  | 20 квітня 2019    | Палац спорту, Київ                     |                                                             |
| Перемога                                                                                             | 4–0-1  | Джеффрі Росалес            | UD     | 6           | 23 лютого 2019    | AKKO International, Київ               |                                                             |
| Перемога                                                                                             | 3–0-1  | Бека Муржикнелі            | TKO    | 2(6), 2:26  | 22 грудня 2018    | Льодовий палац ТРЦ «Термінал», Бровари |                                                             |
| Нічия                                                                                                | 2–0-1  | Джино Кантерс              | PTS    | 4           | 10 листопада 2018 | Манчестер Арена, Манчестер             |                                                             |
| Перемога                                                                                             | 2–0    | Маркус Вілліс              | UD     | 8           | 13 січня 2018     | Midwest Event Center, Іллінойс         |                                                             |
| Перемога                                                                                             | 1–0    | Брендон Маддокс            | TKO    | 4 (6), 1:50 | 27 жовтня 2017    | The Belvedere, Іллінойс                | Дебют                                                       |

## Нагороди та звання
- Бронзовий призер чемпіонату Європи (1): 2011
- Чемпіон Універсіади (1): 2013
- Чемпіон України (3): 2008, 2012, 2015
- Срібний призер чемпіонату України (2): 2011, 2016
- Майстер спорту міжнародного класу

## Державні нагороди
- Орден «За заслуги» III ст. (25 липня 2013) — за досягнення високих спортивних результатів на XXVII Всесвітній літній Універсіаді в Казані, виявлені самовідданість та волю до перемоги, піднесення міжнародного авторитету України[6]

## Цікаві факти
- Улюбленими боксерами Митрофанова є Майк Тайсон (в найкращі роки) та Василь Ломаченко.
- Улюблений мультфільм Дмитра — «Король Лев».
- Весною 2016 року приєднався до патріотичного флешмобу #яЛюблюСвоюКраїну, опублікувавши відеозвернення, в якому розповів за що любить Україну.[7]